# Nemoraea natalensis
Nemoraea natalensis là một loài ruồi trong họ Tachinidae.